# Дзарди, Лучано
Лучано Дзарди (итал. Luciano Zardi; род. 15 сентября 1930, Феррара) — итальянский тяжелоатлет. Участник летних Олимпийских игр 1952 года, двукратный серебряный призёр чемпионата Европы 1951 и 1952 годов.

## Биография
Лучано Дзарди родился 15 сентября 1930 года в итальянском городе Феррара.
Выступал в соревнованиях по тяжёлой атлетике за «Палестра Джиннастико Феррара».
В 1951 году завоевал серебряную медаль Средиземноморских игр в Александрии в весовой категории свыше 90 кг.
В том же году в Милане завоевал серебро чемпионата Европы в весовой категории до 90 кг, подняв в сумме троеборья 352,5 кг и уступив 10 кг завоевавшему золото Раймону Эрбо из Франции. 
В 1952 году вошёл в состав сборной Италии на летних Олимпийских играх в Хельсинки. В весовой категории до 90 кг занял 9-е место, подняв 367,5 кг (107,5 кг в жиме, 117,5 кг в рывке, 150 кг в толчке) и уступив 77,5 кг завоевавшему золото Норберту Шемански из США.
По итогам олимпийского турнира, в рамках которого разыгрывался и чемпионат Европы, снова завоевал серебро, уступив 42,5 кг Григорию Новаку из СССР.